# Cernicevo, Plovdiv
Cernicevo (în bulgară Черничево) este un sat în comuna Hisarea, regiunea Plovdiv,  Bulgaria. 

## Demografie
Componența etnică a satului Cernicevo
     Bulgari (73,26%)
     Romi (14,85%)
     Nicio identificare (11,88%)
     Altele (0%)
La recensământul din 2011, populația satului Cernicevo era de 404 locuitori. Din punct de vedere etnic, majoritatea locuitorilor (73,26%) erau bulgari, cu o minoritate de romi (14,85%). Pentru 11,88% din locuitori nu este cunoscută apartenența etnică.